# سید یعقوب موسوی
سید یعقوب موسوی (۵ مهر ۱۳۳۵ – ۱۱ اردیبهشت ۱۴۰۲) دانشیار دانشگاه الزهرا و عضو هیئت مدیره ادوار و مدیر گروه علم و فناوری انجمن جامعه‌شناسی ایران و عضو هیئت علمی گروه جامعه‌شناسی دانشگاه الزهرا بود. وی دارای کتاب، مقاله، نقد، میزگرد و مصاحبه‌های متعدد در حوزه‌های جامعه‌شناسی بود. او دبیر علمی همایش جامعه معماری و شهرو سردبیر مجله علمی Socio-spatial studies بود. مدیریت گروه فرهنگی مرکز پژوهش‌های مجلس، عضویت در کمیته راهبردی سند توسعه محلات شهر تهران، شورای راهبردی فرهنگی و اجتماعی، مرکز مطالعات و برنامه‌ریزی شهر تهران و عضویت در هیئت تحریریه مجلات علمی پژوهشی از سوابق ایشان بود. همچنین ایشان مجری طرح‌های پژوهشی ملی و پژوهشگر برگزیده ادوار مختلف در دانشگاه الزهرا بود.

## تحصیلات
یعقوب موسوی در سال ۱۳۵۵ از دبیرستان ناصر خسرو تهران دیپلم گرفت. سپس وارد دانشگاه شد و در سال ۱۳۶۰ از دانشکده علوم اجتماعی دانشگاه تهران لیسانس و در سال ۱۳۶۵ از دانشگاه تربیت مدرس مدرک کارشناسی ارشد رشته جامعه‌شناسی گرفت. وی در سال ۱۳۷۶ در دانشکده شهرسازی دانشگاه نیوکاسل انگلستان در مقطع دکترای رشته جامعه‌شناسی شهری با گرایش برنامه‌ریزی شهری دانش‌آموخته شد.

## سوابق تجربی
- مدیر گروه علوم اجتماعی دانشگاه الزهرا ۱۳۷۲-۱۳۷۰
- مدیر گروه فرهنگی مرکز پژوهش‌های مجلس شورای اسلامی ۱۳۷۸-۱۳۷۶
- معاونت تحصیلات تکمیلی دانشکده علوم اجتماعی و اقتصادی دانشگاه الزهرا ۱۳۷۸-۱۳۷۷
- معاونت آموزشی و پژوهشی دانشکده علوم اجتماعی و اقتصادی دانشگاه الزهرا ۱۳۸۱-۱۳۷۸
- مدیر پژوهشی دانشکده علوم اجتماعی و اقتصادی دانشگاه الزهرا ۱۳۹۰-۱۳۸۸

## تقدیر و جوایز
- پژوهشگر برگزیده دانشگاه الزهرا در سال ۱۳۸۰
- برنده طرح ملی «تعارض نقش زنان در خانواده و اجتماع» از سوی مرکز مشارکت امور زنان ریاست جمهوری در سال ۱۳۸۱
- پژوهشگر نمونه دانشگاه الزهرا در سال ۱۳۸۲
- پژوهشگر نمونه گروه علوم اجتماعی و دانشکده علوم اجتماعی در سالهای ۱۳۸۳ و ۱۳۸۶ و ۱۳۸۸ و ۱۳۸۹ و ۱۳۹۱ و ۱۳۹۲

## درگذشت
یعقوب موسوی در دوشنبه ۱۱ اردیبهشت ۱۴۰۲ در ۶۶ سالگی در تهران درگذشت.

### پیام انجمن جامعه‌شناسی ایران
پیام انجمن جامعه‌شناسی ایران :
دوست و همکار دیگری از میان ما رفت. انسانی اخلاق‌مدار و دانشمند که چهره‌ای شاد و خندان داشت و در سخت‌ترین شرایط از او حس خوب می‌گرفتیم. یار نزدیک مرحوم دکتر محمدامین قانعی‌راد در گروه علم و معرفت انجمن، همکار صمیمی گروه جامعه‌شناسی دانشگاه الزهرا و همسر و پدری مهربان برای خانواده. چقدر پرکشیدن این عزیزان در اوج شکوفایی تجربه و دانش سخت است. صمیمانه عروج این عزیز را تسلیت گفته و برای خانواده محترم، دوستان و همکارانش صبر و بردباری بر این مصیبت را خواستاریم.
هیات مدیره انجمن جامعه‌شناسی ایران